# Hung - Ragazzo squillo
(Slogan della serie)
Hung - Ragazzo squillo (Hung) è una serie televisiva statunitense, trasmessa su HBO a partire dal 28 giugno 2009. La regia dell'episodio pilota della serie è stata affidata ad Alexander Payne. Il 1º settembre 2010 HBO ha rinnovato la serie per una terza stagione. Il 20 dicembre 2011, a causa dei bassi ascolti ottenuti dalla terza stagione, la serie è stata cancellata.
La serie viene trasmessa in prima visione per l'Italia dal 12 novembre 2009 sul canale satellitare Sky Uno.

## Trama
Ray Drecker è un'ex stella dello sport che in seguito a un infortunio che gli stronca la carriera si riduce ad essere l'allenatore della squadra di un liceo di Detroit. Oltre al magro stipendio, Ray deve affrontare il divorzio dalla moglie Jessica, ex reginetta di bellezza risposatasi con un ricco dermatologo, l'incendio della sua casa per colpa di un corto circuito e il successivo abbandono da parte dei figli Darby e Damon. In piena crisi finanziaria, Ray comincia a frequentare una serie di seminari, intitolati Unleash Your Inner Entrepreneur ("Dai sfogo all'imprenditore che c'è in te"), dove gli viene consigliato di trovare e usare il proprio strumento vincente. Ray riesce a pensare soltanto a un dono datogli da madre natura: è sessualmente superdotato (in inglese, hung): Il suo pene misura 9 pollici che è 23 cm. Decide così di diventare un escort. A dargli una mano a promuoversi ci sarà Tanya, una sua ex fiamma incontrata al seminario.

## Episodi
| Stagione         | Episodi | Prima TV USA | Prima TV Italia |
| ---------------- | ------- | ------------ | --------------- |
| Prima stagione   | 10      | 2009         | 2009            |
| Seconda stagione | 10      | 2010         | 2010            |
| Terza stagione   | 10      | 2011         | 2012            |

## Personaggi e interpreti
- Ray Drecker (stagioni 1-3); interpretato da Thomas Jane, doppiato da Andrea Lavagnino.

## Iniziative collegate alla serie
- Sul sito ufficiale della serie è disponibile una serie di video, ognuno pubblicati dopo la messa in onda dell'episodio della settimana, intitolati Tanya: Reflections of a Pimp ("Tanya: riflessioni di una pappona"). I video, della durata di circa un minuto, mostrano Tanya commentare il suo rapporto con Ray e l'andamento della carriera del suo protetto.
- Esiste anche un sito ufficiale[4] dell'"impresa" costituita da Ray e Tanya, contenente gli spot pubblicitari preparati dai due per promuovere la loro attività di happiness consultants.
- È in via di svolgimento un concorso, intitolato Can You Pimp Ray and Win $10K?[5], in cui i telespettatori sono invitati a scrivere un annuncio per promuovere Ray: al migliore, scelto tramite una votazione su Facebook, andranno 10 000 dollari.

## Premi e candidature
Casting Society of America
- Nomination Artios Award for Outstanding Achievement in Casting - Television Pilot - Comedy: Lisa Beach, Sarah Katzman (2010)

Dorian Awards
- Premio come serie, miniserie, film tv o altra trasmissione più sottovalutata dell'anno (2011)

Emmy Awards
- Nomination Emmy Award for Outstanding Cinematography for a Half-Hour Series: Uta Briesewitz (2010)

Golden Globe
- Nomination Golden Globe per il miglior attore in una serie commedia o musicale: Thomas Jane (2010, 2011, 2012)
- Nomination Golden Globe per la miglior attrice non protagonista in una serie: Jane Adams (2010)

Satellite Awards
- Nomination Satellite Award for Best Actor in a Series, Comedy or Musical: Thomas Jane (2010)
- Nomination Satellite Award for Best Actress in a Series, Comedy or Musical: Jane Adams (2010)

Writers Guild of America
- Nomination WGA Award (TV)for Best Screenplay, New Series. Colette Burson, Ellie Herman, Emily Kapnek, Brett C. Leonard, Dmitry Lipkin, Angela Robinson